# Xochitl
Xochitl (aproximadament 877 - 916) va ser una reina tolteca, esposa de Tecpancaltzin Iztaccaltzin. La seva existència més enllà de les llegendes és qüestionable, i els relats de la seva vida es basen sobretot en els escrits de l'historiador indígena Fernando de Alva Ixtlilxóchitl.

## Biografia
Xochitl era la dona de l'emperador tolteca Tecpancaltzin, amb qui va tenir un fill. Prèviament Tecpancaltzin havia tingut filles amb la seva primera esposa, Maxio. Un cop Maxio va morir, Xochitl va ser reconeguda com a reina. El seu fill, conegut pel nom de Topiltzin-Meconet, esdevingué hereu.
Quan ja era anciana, una guerra civil esclatà a l'Imperi tolteca. Xochitl va cridar altres dones perquè lluitessin al seu costat, i així va crear i comandar un batalló compost exclusivament per dones. Xochitl va morir al camp de batalla. El seu fill, Topiltzin, fou l'últim dels reis tolteques, fins que fou derrocat durant la guerra civil. A les acaballes del seu regnat Tecpancaltzin i Xochitl van morir durant la batalla.

## Representacions artístiques
L'artista mexicà José Obregón va completar el 1869 un dels quadres més coneguts de Xochitl i Tecpancaltzin, El descobriment del pulque. Obregón havia après i emprava l'estil clàssic, popular al segle xix. El descobriment del pulque es basa en la descripció de Xochitl com a verge de gran bellesa lliurada a Tecpancaltzin pel seu pare, Papatzin. Aquesta descripció és feta per Fernando de Alva Ixtlilxóchitl. Papatzin era un noble tolteca i conreador d'agave. Xochitl li va dur a Tecpancaltzin una beguda inventada per ella o pel seu pare, el pulque, fet amb mel d'agave. El quadre va formar part del creixement del nacionalisme mexicà, a pesar d'haver estat influït per la pintura clàssica europea. Xochitl apareix com una princesa grega, i Tecpancaltzin es mostra com un "Apolo hel·lè"; "el passat indi de Mèxic quedava civilitzat en passar-lo per un filtre clàssic i romàntic".
Recentment, Xochitl ha aparegut com una de les 999 dones incloses en la instal·lació The Dinner Party de l'artista Judy Chicago.